# ريتشارد باين
ريتشارد باين (بالإنجليزية: Richard Payne)‏ (9 يونيو 1827 في المملكة المتحدة - 11 أبريل 1906 في المملكة المتحدة) هو لاعب كريكت بريطاني (وحمل سابقاً جنسية المملكة المتحدة لبريطانيا العظمى وأيرلندا). لعب مع نادي مقاطعة ساسكس للكركيت ‏.

## وصلات خارجية
- ريتشارد باين على موقع إي آس بي آن كريك إنفو (الإنجليزية)